# 日本大学短期大学部
日本大学短期大学部（日语：／ Nihon Daigaku Tanki Daigakubu *），简称日大短大部（にちだいたんだいぶ）是一所位于日本东京都千代田区的私立短期大学。

## 概要

### 简介
- 短期大学为于1950年开办[1][2]、由学校法人日本大学经营。现在短期大学有3个校园、各自在千叶县船桥市、神奈川县藤泽市、静冈县三岛市。前除现在的3个校园、有3个校园（各自在东京都千代田区、东京都墨田区、东京都练马区）。

### 历史
- 1950年 今年4月日本大学短期大学成立并同时设置以下的学科[1]。
  - 第一部[注 2]
    - 建设科
      - 土木专攻
      - 建筑专攻

    - 工业技术科
      - 机械专攻
      - 电气专攻

    - 应用化学科
    - 经济科[2]
    - 农业科[3]

  - 第二部
    - 建设科
      - 土木专攻
      - 建筑专攻

    - 工业技术科
      - 机械专攻
      - 电气专攻

    - 应用化学科
    - 经济科
- 1952年 今年4月1日经济科变更为商经科[2]。今年10月1日改校名为日本大学短期大学部[3]。
- 1958年 广播科成立[3]。
- 1959年 营养科成立[2]。广播科招生最后[3]。
- 1962年 营养科变更为家政科[2]。
- 1964年 建筑科和机械科成立[2]。
- 1966年 文科日文和英文专攻成立[2]。
- 1967年 家政科分离为家政专攻和食物营养专攻成立[2]。
- 1971年 第二部三个专业[注 17]招生最后[1]。
- 1976年 今年3月31日广播科正式停办[3]。
- 1977年 今年3月31日第二部三个专业[注 17]正式停办[1]。
- 1978年 建筑科和机械科、建设科的土木专攻和建筑专攻、工业技术科的机械专攻和电气专攻[1]各学科・专攻招生最后。但次年以后建设科、工业技术科各自招生继续[1]。
- 1980年 今年8月建筑科和机械科正式停办[2]。
- 1988年 生活环境科成立[3]。
- 1990年 文科变更为文学科[2]、商经科变更为商经学科[2]、家政科变更为生活文化学科[2]、家政专攻变更为生活文化专攻[2]。
- 1991年 建设科变更为建设学科[1]、工业技术科变更为工业技术学科[1]、农业科变更为农学科[3]、生活环境科变更为生活环境学科[3]。
- 1997年 文学科日文和英文专攻、开始招収男学生。
- 1998年 文学科日文和英文专攻、第二部商经学科、生活文化学科生活文化专攻各自招生最后[3]。
- 1999年 专科食物营养专攻成立[2]。
- 2000年 文学科日文和英文专攻、第二部商经学科、生活文化学科生活文化专攻正式停办[2]。
- 2001年 生活文化学科食物营养专攻变更为食物营养学科[2]、工业技术学科变更为基础工学科[1]。
- 2006年 农学科和生活环境学科各自招生最后[3]。次年各自合并为生物资源学科[3]。
- 2008年 今年12月25日农学科正式停办[3]。
- 2009年 今年6月30日生物资源学科正式停办[3]。
- 2012年 建设学科变更为建筑・生活设计学科[注 3][1]、基础工学科变更为制造・科学总合学科[注 6][1]、应用化学科变更为生命・物质化学科[1]、商经学科变更为商务教养学科[注 13][2]。

### 宪章
- 请参看日本大学短期大学部的标志 （日語） 2014年1月4日阅览。

## 学校环境
- 本部：在东京都千代田区[注 1]
- 船桥校区：在千叶县船桥市习志野台7-24-1
  - 建筑・生活设计学科[注 3][1]
  - 制造・科学总合学科[注 6][1]
  - 生命・物质化学科[1]
- 湘南校区：在神奈川县藤泽市龟井野1866
  - 生物资源学科（含前农学科和生活环境学科）
- 三岛校区：在静冈县三岛市文教町2
  - 食物营养学科
  - 商务教养学科[注 13]
  - 前文学科、前生活文化学科、前商经学科第一部・第二部、前建筑科、前机械科。
- 骏河台校区：在了东京都千代田区
  - 第一部建设科（土木专攻、建筑专攻）[1]
  - 第一部工业技术科（机械专攻、电气专攻）[1]
  - 第一部应用化学科[1]
- 两国校区：在了东京都墨田区（现在高等学校[注 18]所在地[1]）
  - 第二部建设科（土木专攻、建筑专攻）[1]
  - 第二部工业技术科（机械专攻、电气专攻）[1]
  - 第二部应用化学科[1]
- 练马校区：在了东京都练马区[注 19][4]。
  - 广播科[4]

## 历任校长
- 吴文炳：第一代短期大学校长[5]。
- 大冢吉兵卫：现在短期大学校长[6]

## 组织

### 学科
- 建筑・生活设计学科[注 3][1]
- 制造・科学总合学科[注 6][1]
- 生命・物质化学科[1]
- 生物资源学科
- 食物营养学科
- 商务教养学科[注 13]

### 前学科
- 建设科→建筑・生活设计学科[注 3][1]
  - 第一部[注 2]→建筑・生活设计学科[注 3][1]
    - 土木专攻[注 5]
    - 建筑专攻[注 5]

  - 第二部
    - 土木专攻[注 15]
    - 建筑专攻[注 15]
- 工业技术科→制造・科学总合学科[注 6][1]
  - 第一部[注 2]→制造・科学总合学科[注 6][1]
    - 机械专攻[注 5]
    - 电气专攻[注 5]

  - 第二部
    - 机械专攻[注 15]
    - 电气专攻[注 15]
- 应用化学科→生命・物质化学科[1]
  - 第一部[注 2]→生命・物质化学科[1]
  - 第二部[注 15]
- 广播科[注 8]
- 农学科[注 9][注 10]
- 生活环境学科[注 9][注 11]
- 生活文化学科
  - 生活文化专攻[注 12]
  - 食物营养专攻→食物营养学科
- 商经学科
  - 第一部[注 2]→商务教养学科[注 13]
  - 第二部[注 12]
- 文学科[注 12]
  - 日文专攻[注 12]
  - 英文专攻[注 12]
- 建筑科[注 5][注 14]
- 机械科[注 5][注 14]

### 专科
| - 食物营养专攻 |

### 附属机关
| - 图书馆 |

## 知名校友

### 政治界
- 柴顺三郎：政治家
- 日向野义幸：前政治家
- 望月良和：前政治家

### 建筑界
- 今井彻也：建筑师

### 演艺界
- 北川えり：女演员

### 运动员
- 岩崎诚一：前竞轮赛运动员
- 菅田顺和：前竞轮赛运动员

## 相关链接
- 日本短期大学列表
- 日本大学